# متیو روزلی
متیو روزلی (به انگلیسی: Matteo Rosselli) نقاش ایتالیایی که در بین ۱۰ اوت ۱۵۷۸ تا ۱۸ ژانویه ۱۶۵۰ در اواخر فلورانس و در اوایل باروک (سبک معماری در قرن هیجدهم) زندگی می‌کرده است.

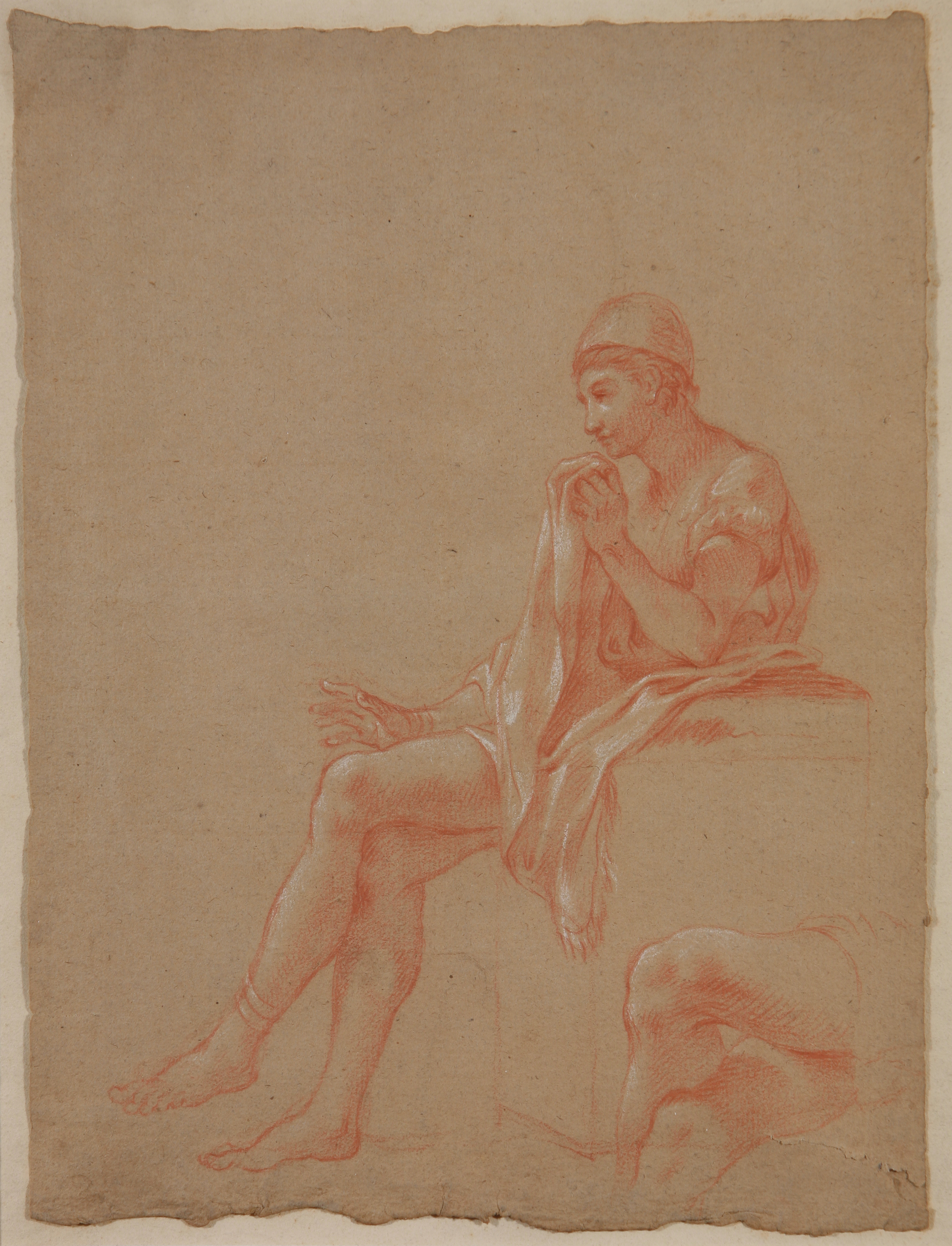
نقاشی متیو روزلی با گچ قرمز بر روی کاغذ.